# 诸葛地
諸葛地，梵文名波罗伽含达摩毗建陀跋摩一世（Vikrantavarman I，？—？），林邑国7世紀中叶国王。他的祖母是国王范头黎姑母，母亲是真腊国王伊奢那跋摩一世之女。因父罪連座，逃亡真腊。林邑王拔陀罗首罗跋摩被废位後，范頭黎之女被立为女王，国内混乱。林邑大臣可伦翁定迎諸葛地继承王位，女王嫁给他为妻。653年四月初七，向唐朝朝贡。

## 传記資料
- 《新唐书》
- 馬伯樂《占婆史》

| 前任： 拔陀罗首罗跋摩 | 占城第四王朝第7代王 7世紀中叶 | 繼任： 建多達摩 |